# Porto di San Juan
Il porto di San Juan è, in termini di traffici e di ampiezza, il maggiore porto turistico e commerciale portoricano. L'area si estende dalla zona meridionale della Vecchia San Juan, attraverso la baia di San Juan, fino ai comuni di Cataño e Guaynabo. Nel porto di San Juan trovano ormeggio le navi crociera più grandi del mondo.

## Turismo
Le principali destinazioni delle crociere che partono o fanno scalo nel porto di San Juan sono: Aruba, Bahamas, Barbados, Bonaire, Curaçao, Repubblica Dominicana, Florida, Giamaica, Messico, Saint-Martin, Saint Lucia, Trinidad e Tobago, Venezuela e Isole Vergini britanniche.

## Operatori turistici
I principali operatori turistici che servono lo scalo marittimo di San Juan sono: Carnival Cruise Lines, Celebrity Cruises, Costa Crociere, Cunard Line, Holland America Line, Princess Cruises e Royal Caribbean International.